# 競馬天気
競馬天気（けいばてんき）は、株式会社スポーツウェザーが運営する競馬の穴馬発掘専門サイトである。2008年12月開設。

## 概要
「馬場ファクター」「気候ファクター」という独自のデータツールが特徴。予想やコラム、メルマガの配信を行っている。
サイトでは、コラムや予想、メルマガ配信などのコンテンツを提供している。
また、棟広良隆など競馬にかかわる評論家のコラム・予想も掲載しており、それらは主に会員制（一部有料）コンテンツで閲覧することができる。2014年、競馬王5月号「プロが選ぶ4～5月の注目10頭」コーナーに競馬天気本紙が登場。

## 馬場予報
天気予報に基づいた気象予報士による詳細で本格的な競馬場馬場予測をはじめている。

## 沿革
- 2008年12月　競馬天気ブログ開設。
- 2009年4月　yahoo!おすすめサイトに競馬天気ブログが掲載開始。
- 2010年6月　全面リニューアルに伴い、棟広良隆など評論家のコラム・予想掲載開始。（有料会員サービス開始）
- 2013年1月　有料メルマガ「穴馬レーダー」「渾身の穴馬リスト」サービス開始。
- 2014年4月　競馬王5月号「プロが選ぶ4～5月の注目10頭」コーナーに競馬天気本紙三宅が執筆。
- 2014年5月　サイトリニューアルに伴い、スマートフォンに対応。